# オレゴン・トレイル (ゲーム)

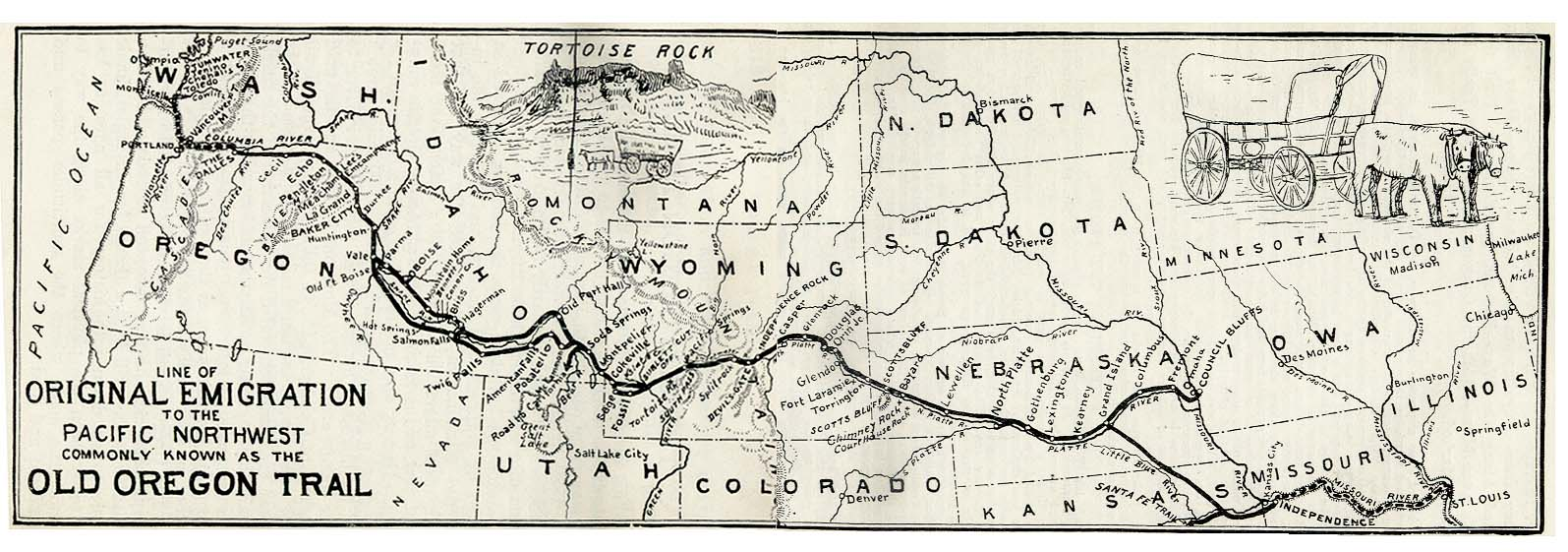
1852年-1906年のオレゴン・トレイル

『オレゴン・トレイル 』（The Oregon Trail）はアメリカ合衆国の西部開拓時代を題材にしたコンピュータゲームである。
ジャンルはシミュレーションゲーム。1846年を舞台にプレイヤーは幌馬車で移動する開拓者のリーダーとなって、西部を目指すという内容。元々は1971年、子供達にオレゴン・トレイル（過酷で危険な旅程で知られる街道）の歴史を教育する目的で開発された。1974年に商業化されると成功し、以後40年以上に渡って累計6500万本以上を売り上げた。
1971年に Don Rawitsch、 Bill HeinemannおよびPaul Dillenbergerによって開発され、1974年にミネソタ教育コンピュータ協会（en:Minnesota Educational Computing Consortium）（MECC）から発売された。発売以来、一連のシリーズとして複数の製造元が権利を得て多様なバージョンを開発販売しており、舞台を他の地域に移した様々なスピンオフ作品やパロディ作品も作られた。

## 歴史
1971年、ミネソタ州ノースフィールドにある私立大学カールトン・カレッジのDon Rawitschは、8年生（日本の中学2年生）に歴史を教えていた。彼はミニコンピュータを使って、授業で使うプログラムを書いた。Rawitschは友人で教師のPaul DillenbergerとBill Heinemannを勧誘し、助力を得た。
1971年12月3日、オレゴン・トレイルはRawitschのクラスでデビューした。バグがあったにもかかわらずたちまち人気となり、Rawitschはプログラムを公立学校のタイムシェアリングシステム上で、他者からも利用できるようにした。
1974年、ミネソタ教育コンピュータ協会（MECC）は授業用のソフトを開発するためにRawitschを雇い、ゲームを再構築した。イベントやエンディングが追加され、これらの新要素ではオレゴン・トレイルにおける開拓者達に起こった実際の出来事が重視された。Rawitschはオレゴン・トレイルをMECCのネットワークにアップロードし、ミネソタ中の学校から利用できるようにした。オレゴン・トレイルはネットワーク上で最も人気のあるプログラムとなり、毎月千人のプレイヤーが利用した。
1980年代半ばから2000年代半ばにおいては学校の教育用コンピュータで導入される事例が広く見られた。
1995年、MECCは3千万ドルの歳入のうち約三分の一をオレゴン・トレイルから得ていた。
ゲーム中に繰り返し目にするゲームオーバーのフレーズ "You have died of dysentery"（あなたは赤痢で死にました）は、Tシャツなどのグッズが作られるほど有名になった。